# Safita District
Safita District (arabiska: منطقة صافيتا) är ett distrikt i Syrien.   Det ligger i provinsen Tartus, i den västra delen av landet, 140 kilometer norr om huvudstaden Damaskus.
Trakten runt Safita District består till största delen av jordbruksmark. Runt Safita District är det tätbefolkat, med 427 invånare per kvadratkilometer.